# Megastrebla solomonis
Megastrebla solomonis är en tvåvingeart som beskrevs av Maa 1971. Megastrebla solomonis ingår i släktet Megastrebla och familjen lusflugor. Inga underarter finns listade i Catalogue of Life.